# Beramski misal
Beramski misal ili Ljubljanski misal je misal iz 1450. godine pisan glagoljicom na 245 lista pergamene. Autor misala je Bartol Krbavac. Misal sadrži ukrašene inicijale i minijature te alegorije mjeseci. Čuva se u Nacionalnoj knjižnici u Ljubljani.

## Poveznice
- Beramski brevijari